# Рорбах, Пауль
Пауль Ро́рбах (29 июня 1869[…], Кулдига, Курляндская губерния — 19 июля 1956, 20 июля 1956 или 19 июня 1956, Лангенбург) — немецкий публицист, интеллектуал, политик, историк и путешественник. Наиболее влиятельный автор национал-консервативной мысли в Германии первой трети XX века.

## Биография

### Ранние годы
Рорбах родился в курляндском имении Ирген (ныне мыза Йерас) в семье местного помещика Фридриха Альберта Рорбаха и его жены Эмилии Когге. Дед отца, Юстус Вильгельм Рорбах, переселился в Прибалтику из ландграфства Гессен-Дармштадт в 1764 г. В семье, помимо Пауля, также было ещё двое детей. Дядя (брат матери), Альберт Кристиан Теодор Когге, был крупным предпринимателем в Москве и Петербурге.
В 1883—1886 годах посещал знаменитую Курляндскую губернскую гимназию в Митаве, основанную в 1775 году герцогом Петром Бироном как Петровская академия (Academia Petrina). Получил аттестат зрелости 17 декабря 1886 года. Переехав в Москву к дяде, хотел подать заявление на обучение в Московском университете, но опоздал по срокам и поступил в Дерптский университет.
В 1887—1890 годах изучал историю в Дерпте, где стал членом студенческой корпорации Neobaltia, затем в 1890—1897 годах философию, географию и экономику в Берлине и теологию в Страсбурге. Среди учителей Рорбаха в Берлине были Ганс Дельбрюк, привлекший Рорбаха к сотрудничеству в своем журнале Прусский ежегодник, и Адольф фон Гарнак, оказавшие на него значительное влияние. В 1894 г. Рорбах получил германское гражданство.
Доктор философии (тема диссертации — «Александрийские патриархи как крупная сила в церковно-политическом развитии Востока», Берлин, 1891), лиценциат теологии (тема диссертации — «Сведения о Воскресении Иисуса», Страсбург, 1898).

### Начало карьеры
Оказавшись в Германии, Рорбах активно включился в общественную жизнь страны. Его профессиональные, научные и духовные интересы лежали на стыке самых разных дискурсов в рамках консервативного направления.
Являясь в 1897—1901 году секретарем Евангелическо-социального конгресса в Берлине, Рорбах, как пишет его биограф Вальтер Могк, предложил отойти от чисто исторического понимания христианства к пониманию его же с «социально- и мирополитических позиций», что выразилось в христианско-социалистической платформе, на которую встал Рорбах. В 1900 году в своей программной статье «Увеличивающаяся Германия в морали и политике» Рорбах высказался за новую концепцию германской мирополитки, основывающейся на протестантской этике и оправданной с её точки зрения, где требования о расширении сфер влияния Германии сплавлялись с её социальной и культурной миссией. Разногласия с учителем Адольфом фон Гарнаком (президентом Евангелическо-социального конгресса в 1903—1912 гг.) привели к концу теологической карьеры Рорбаха.
Перейдя после этого к политической деятельности, Рорбах, выросший в Прибалтике и, по мнению американского историка, профессора Троя Пэддока, не понаслышке знакомый с русификаторской политикой имперского правительства в отношении национальных окраин, со временем пришел к мысли о превосходстве германской культуры и необходимость её распространения, а также об особом предназначении Германии. В этих мыслях Рорбаха укрепило поражение России в войне с Японией, которое, по его словам, означало «банкротство политики европеизации в России». С какого-то момента Рорбах начал позиционировать себя как эксперта по «империалистической внешней политике» и в 1901—1903 гг. редактировал еженедельник национал-социального направления Время.
В 1900 году посетил Месопотамию и Западную Армению и пришёл к заключению, что для создания в Северной и Восточной Анатолии однородного турецкого населения необходимо осуществить массовое переселение армян в районы строительства Багдадской железной дороги, что поможет решить сразу две важные задачи:
- строительство дороги будет обеспечено необходимой рабочей силой,
- русское влияние в Западной Армении будет ослаблено.

Дабы осуществить свои идеи на практике, Рорбах отправился в африканские колонии Германии и с 1903 по 1906 гг. занимал должность председателя Государственной поселенческой комиссии при губернаторе Германской Юго-Западной Африки в Виндхуке. В 1904 году выступил с критикой геноцида племён гереро и нама в ходе начавшегося восстания.
Возвратившись в метрополию, в 1907—1919 годах Рорбах преподавал (в качестве доцента колониальной экономики) в Высшей школе торговли в Берлине. В это время появилась его программная работа «Германский образ мыслей в мире» (1912), в которой Рорбах указывал на единение национального с социальным как на важнейший фактор для Германии в упрочении своих позиций.
В целом к началу Первой мировой войны Рорбах сформировал и предложил в качестве максимы германской внешней политики достаточно эклектичную концепцию, связав позитивистские представления своего времени с германским национализмом и окрашенным в протестантские тона немецким культурным шовинизмом. Активно пропагандируя свои идеи в прессе, Рорбах быстро занял заметное место среди национал-либеральной политической публицистики и сохранял его долгое время.

### Первая мировая война
В годы Первой мировой войны Рорбах работал сначала в новостном бюро Морского министерства (до мая 1915 года), затем перешел на должность начальника отдела вражеской и нейтральной прессы в Центральном управлении Службы заграницы, присоединенном к отделу прессы МИДа (до начала 1917 года). Вместе с Эрнстом Йэком издавал в Веймаре журнал Увеличивающаяся Германия (1914—1915), сотрудничал в журнале Германская политика (1916—1918). Выступал с докладами в оккупированной германскими войсками Прибалтике.
Сформулировал геополитическую концепцию разделения Российской империи на составные части, такие как Украина, Прибалтика, Туркестан. По мысли Рорбаха, Россию можно было безболезненно расчленить на «естественные составляющие» (Финляндию, Кавказ, Украину и т. д.). В 1917 году он опубликовал работу под названием «Наша военная цель на востоке и русская революция» («Unser Kriegsziel im Osten und die russische Revolution»), где изложил те цели, которых Германия должна добиться, используя войну и русскую революцию.
Во время войны Рорбах стал ведущим представителем антирусски настроенной «восточноевропейской школы», предусматривавшей продвижение политики «пограничных государств» (Randstaaten) и отделение от России областей с преимущественно нерусским населением. Идеи Рорбаха соотносились с концепцией «революционизации» различных областей стран Антанты (национальных окраин России, некоторых британских и французских колоний), продвигавшейся германским МИДом. Из-за этого впоследствии характеризовался различными русскими и советскими политиками сугубо отрицательно («известный руссофоб и славянофоб» у Милюкова, «идеолог германского империализма» у Сталина).
С другой стороны, видный русский юрист дореволюционного времени Сергей Котляревский писал, что Рорбах был классическим представителем германского империалистического мышления, чуждым пангерманской линии кайзера Вильгельма и не склонным выделять немцев среди других народов по расовым и национальным признакам. Действительно, в рамках провозглашенной Рорбахом до этого политики «этического империализма» приверженцы его школы были резкими противниками пангерманского движения. Некоторые выводы и идеи Рорбаха созвучны с вышедшей на исходе войны работой Вернера Дайи «Продвижение на Восток». В какой-то момент сам Рорбах окончательно разошелся во взглядах с пангерманцами и даже организовал в 1916 г. «Национальный комитет по заключению почётного мира».
В рамках своей школы Рорбах создавал организации и проводил кампании поддержки нерусских народов Российской империи. Так в 1914 году им, совместно с Иоганнесом Лепсиусом и Аветиком Исаакяном, было основано Германо-армянское общество (распущено в 1956 г. после смерти Рорбаха). Рорбах способствовал продвижению в печати дискуссии о роли украинского национального движения, а в марте 1918 г. выступил основателем Германо-украинского общества в Берлине. Как отмечает немецкий историк Петер Боровский, Рорбах стал выразителем того политического континуитета по отношению к Украине и преемником традиции её восприятия, которые существовали и до него.

### Веймарская республика и Третий рейх
После окончания войны Рорбах перешел к более активной политической деятельности в рамках сначала Немецкой демократической партии (1920—1926), из которой вышел, оказавшись в политической изоляции из-за своих взглядов, и затем Консервативной народной партии (с 1930). Сотрудничая в «Сообществе по политике права», выступал против репараций, наложенных на страну.
В 1924—1928 годах редактировал журнал Германский образ мыслей.
С 1927 по 1930 году — управделами и член президиума Германской Академии научного исследования и курирования немцев (прообраз Гёте-Института) в Мюнхене.
В 1932 году обратился с открытым письмом к рейхсканцлеру Францу фон Папену, требуя признания со стороны правительства «моральной анархии» НСДАП.
В годы нацизма Рорбах, отстраняясь от режима, стал постепенно отдаляться от политики, сосредоточившись на публицистике по колониальному вопросу. В годы Второй мировой войны выступал с докладами в России, Прибалтике, Румынии, Франции и Голландии. Нацисты считали Рорбаха политически неблагонадёжным, его постепенно перестали печатать, выступал он только на исторические темы.
В сентябре 1944 года во время очередной бомбёжки Берлина квартира Рорбаха была уничтожена, при этом погиб практически весь архив.

### После Второй мировой войны
После войны в основном уединенно жил в Лангенбурге. В 1953 году в Гамбурге были опубликованы мемуары Рорбаха «За рукопись дьявола: мировая история, пережитая в двух человеческих возрастах».
Почетный доктор Украинского свободного университета (1949), почетный президент Германо-украинского общества (1952), почетный член Общества Карла Ширрена (1954).
С 1955 году читал лекции в Европейском коллеже в Гамбурге.

## Семья
В 1898 г. женился на учительнице Кларе Мюллер (1870-?), дочери тайного гофрата военного кабинета Франца Мюллера. Дети: сыновья чиновник Юстус (1899-?) и известный математик Ханс (1903—1993), дочери Нина и Марианна.

## Путешествия
Рорбах был известен как путешественник, объехавший для сбора материалов и чтения лекций весь мир. Среди стран, областей и частей света, посещенных им, были:
- Россия (в том числе Украина, Туркестан и Армения) (1896—1897). В начале путешествия был принят министром Сергеем Витте. Побывал в Варшаве, Нижнем Новгороде, Казани, Самарканде, Бухаре и Ереване.
- Палестина (1898)
- Россия (Туркестан, Армения), Османская империя (Месопотамия), Персия (1900)
- Кавказ (1902, вместе с Яльмаром Шахтом).
- Китай (апрель 1908-январь 1909, осень 1911). Рорбах добрался по Транссибу через Владивосток до германской колонии в Китае Циндао, посетил Шанхай и Гонконг, а затем через Сингапур, Коломбо и Аден вернулся в Германию.
- Ближний Восток (1909, вместе с Яльмаром Шахтом, 1911). В ходе второго путешествия Рорбах через Алеппо и Луксор добрался до Ассуана, откуда вернулся в Амман.
- Африка (1912)
- Северная и Южная Америка (1913)
- США, Канада, Япония, Китай, Индия, Передняя Азия (1931—1932)
- Африка (1933—1934)
- Италия и Африка (1938—1939)

## Публикации
Библиография работ Рорбаха включает 2500 наименований. Среди книжных изданий по отдельным темам можно назвать:
На географическую, экономическую и геополитическую тематику
- Russische Kolonisation in Asien. Berlin: Reimer, 1900.
- Die russische Weltmacht in Mittel- und Westasien. Leipzig: G. Wigand, 1904.
- Die wirtschaftliche Bedeutung Westasiens . Halle: Gebauer-Schwetschke, 1908.
- Deutsch-Chinesische Studien. Berlin: Stilke, 1909.
- Aus Südwest-Afrikas schweren Tagen. Berlin: Weicher, 1909.
- Togo. Stuttgart: Theodor Benziger, [1911], Als Ms. gedr.
- Land und Leute in Deutsch-Ostafrika. Stuttgart: Theodor Benziger, [1911], Als Ms. gedr.
- Unter kurdischen Räubern. Karlsruhe: Gutsch, 1914.
- Deutsche Wirtschaft im Kriege. Berlin: Verl. d. Deutschen Export-Revue, [1915].
- Weltpolitisches Wanderbuch 1897—1915. Leipzig: Langewiesche, 1916.
- Ein grosses Eisenerzlager bei Kursk im russisch-ukrainischen Grenzgebiet. [s. l.]: [s. n.], [1918], Als Ms. gedr.
- Armenien. Stuttgart: Engelhorn, 1919.
- Durch die Ukraina 1897. Berlin: Buchhandlung d. Stenographenverbandes Stolze-Schrey Wilhelm Reh, [1923].
- Bei den Deutschen in Latein-Amerika. Berlin: Verlag f. Politik u. Wirtschaft, [1923].
- Die Länder und Völker der Erde. Königstein i. T.: Langewiesche, 1925.
- Die Vereinigten Staaten. Berlin: Safari-Verlag, 1926.
- Brasilien. Berlin: Safari-Verlag, 1926.
- Der Tag des Untermenschen. Berlin: Safari-Verl., [1928].
- Deutschland! München: F. Bruckmann, 1930.
- Das Deutschtum über See. Karlsruhe: Schille, [1931].
- Erwachendes Asien. München: Bruckmann, 1932.
- Weltwandern in der Weltenwende. München: Oldenbourg, 1934.
- Deutsch-Afrika — Ende oder Anfang? Potsdam: Verl. Volk u. Heimat, 1935.
- Deutsche Pflanzungen in Kamerun. Hamburg: Hartung, 1937.
- Politische Weltkunde fur den Deutschen. Potsdam: Athenaion, 1937.
- Abriß des Deutschtums im Ausland und in den deutschen Kolonien. Leipzig: Kohlhammer, 1938.
- (mit J. Rohrbach) Afrika heute und morgen. Berlin: Hobbing, 1939.
- Balkan-Turkei. Hamburg: Hoffmann-Campe Verl., 1940.

На политическую тематику
- Deutschland unter den Weltvölkern. Berlin: Buchverl. d. «Hilfe», 1903.
- Der deutsche Gedanke in der Welt. Königstein i. T.: Langewiesche, 1912.
- Zum Weltvolk hindurch! Stuttgart: Engelhorn, 1914.
- Was will Rußland? Hamburg: Boysen, 1914.
- Warum es der Deutsche Krieg ist! // Der deutsche Krieg. Heft 1. Stuttgart: Deutsche Verl.-Anst., 1914.
- Der Krieg und die deutsche Politik. Dresden: «Das Größere Deutschland», 1914.
- Bismarck und wir. Munchen: Bruckmann, 1915.
- Russland und wir. Stuttgart: Engelhorn, 1915.
- Russisches. Berlin: Sittenfeld, [1915].
- Deutscher Auslandsdienst. Berlin: Auswärtiges Amt, 1915.
- Russische Selbstzeugnisse der Feindschaft. Stuttgart: Engelhorn, 1916.
- Woher kam der Krieg? Weimar: Kiepenheuer, 1916.
- Deutschlands Lage in der Welt. Hamburg: Boysen, 1916.
- Massenverhetzung und Volkskrieg in Belgien. Berlin: Curtius, 1916.
- Das Baltenbuch. Dachau: Der Gelbe Verl., 1916.
- Unser Kriegsziel im Osten und die russische Revolution. Weimar: Duncker, 1917.
- (mit A. Schmidt) Die russische Revolution. Stuttgart: Engelhorn, 1917.
- Der Kampf um Livland. München: Bruckmann, 1917.
- Woher kam es. Stuttgart: Engelhorn, 1918.
- Die Brandstifter der Entente. Berln: Engelmann, 1918.
- Die alldeutsche Gefahr. Berlin: Engelmann, 1918.
- Politische Erziehung. Stuttgart: Engelhorn, 1919.
- Das Zeugnis der dreizehn Tage. Hamburg: Dorendorf & Dresel, 1919.
- Monarchie, Republik und politische Parteien in Deutschland. Stuttgart: Engelhorns, 1920.
- Das osteuropäische Problem. Berlin: A. Sayffaerth, 1920, Als Ms. gedr.
- Die Verantwortlichkeit am Weltkriege. Leipzig: P. E. Lindner, 1921.
- Die Beweise für die Verantwortlichkeit der Entente am Weltkrieg. Stuttgart : Engelhorn, 1921.
- Briefe über Demokratie und Pazifismus an ihre staatsmännischen Gegner und Freunde. Dresden: Kultur- u. Wirtschaftsverlag, 1925.
- Amerika und wir. Berlin: Buchenau & Reichert, [1925].
- Deutschtum in Not! Berlin: W. Andermann, 1926.
- Deutsches Volkstum als Minderheit. Berlin: Engelmann, 1926.
- Herr Reichskanzler von Papen — Lösen Sie auf! München: Selbstverl., 1932.
- Unser Weg. Köln: Schaffstein, 1949.

На колониальную тематику
- Wie machen wir unsere Kolonien rentabel? Halle: Gebauer-Schwetschke, 1907.
- Die Kolonie. Frankfurt a/M.: Rütten u. Loening, 1907.
- Was liefern uns die Kolonien? Stuttgart: Benziger, [um 1911], als Ms. gedr.
- Die deutschen Kolonien. Dachau: Mundt & Blumtritt, [1914].
- Unsere koloniale Zukunftsarbeit. Stuttgart: Die Lese, [1915].
- Koloniale Siedlung und Wirtschaft der führenden Kolonialvölkerl. Köln: Schaffstein, 1934.
- Deutschlands koloniale Forderung. Hamburg: Hanseatische Verl., 1935.

На теологическую и общегуманитарную тематику
- Die geschichte der Menschheit. Leipzig: Langewiesche, 1914.
- Deutschland und das chinesische Geistesleben // Deutschland und China nach dem Kriege. Berlin: Curtius, 1916. S. 9-42.
- Gottes Herrschaft auf Erden. Königstein i. T.: Langewiesche, 1921.
- Deutsche Volksgeschichte. Berlin: Reimar Hobbing, 1930.
- Der Gottesgedanke in der Welt. Berlin: Bott, 1937.
- Deutsches Leben. Wiesbaden: Brockhaus, 1948.
- Das Herz Europas im Spiegel der Jahrtausende. Wiesbaden: Brockhaus, 1950.
- Aufgang der Menschheit. Stuttgart: Kohlhammer, 1953.
- Hoffnung für Europa. Graz: Alpenland-Buchh. Südmark, 1954.